# Filomeno Jacob
Filomeno Jacob Abel SJ (* 1960 in Dili, Portugiesisch-Timor) ist ein osttimoresischer römisch-katholischer Priester und ehemaliger Minister.

## Werdegang
1982 erhielt Jacob sein Baccalauréat der Philosophie an der Sekolah Tinggi Filsafat/Teologi Katolik in Ledalero auf Flores (Indonesien) und 1988 ein Baccalauréat der Theologie an der Päpstlichen Universität Gregoriana.  1992 folgte das Lizenziat in Moraltheologie am Institut d’Etudes Théologiques de Bruxelles und 1997 eine Promotion in Sozial- und Kulturanthropologie an der Universität von Oxford. 1998 erhielt Jacob die Priesterweihe in der Gesellschaft Jesu.
Am 12. Juli 2000 stellte der National Consultative Council (NCC) die I. Übergangsregierung Osttimors unter der Übergangsverwaltung der Vereinten Nationen für Osttimor (UNTAET) von Sérgio Vieira de Mello auf. Jacob wurde als Vertreter der Römisch-Katholischen Kirche Sozialminister in der Regierung. Die Übergangsregierung war  bis zum 30. September 2001 im Amt. Zuständig war er auch für den Bereich Bildung. Weitere öffentliche Ämter des Landes und bei der osttimoresischen Kirche folgten. Jacob zeichnet verantwortlich für die Wiedereinführung des Portugiesischen als Sprache im Bildungssektor Osttimors nach der indonesischen Besetzung (1975–1999).
2014 wurde Jacob an die Fakultät für Sozialwissenschaften der Gregoriana berufen. Er hielt Kurse in den Bereichen Religionssoziologie, internationale Beziehungen, Kultur und Macht und Konflikt und Frieden. 2017/2018 gab er Kurse im Bereich Anthropologie der Religionen, internationale Geopolitik, Kultur und Macht und Konstruktion der Realität. Innerhalb der Universität ist er auch als Delegierter des Rektors im Auswärtigen Amt tätig.